# 日華連絡船

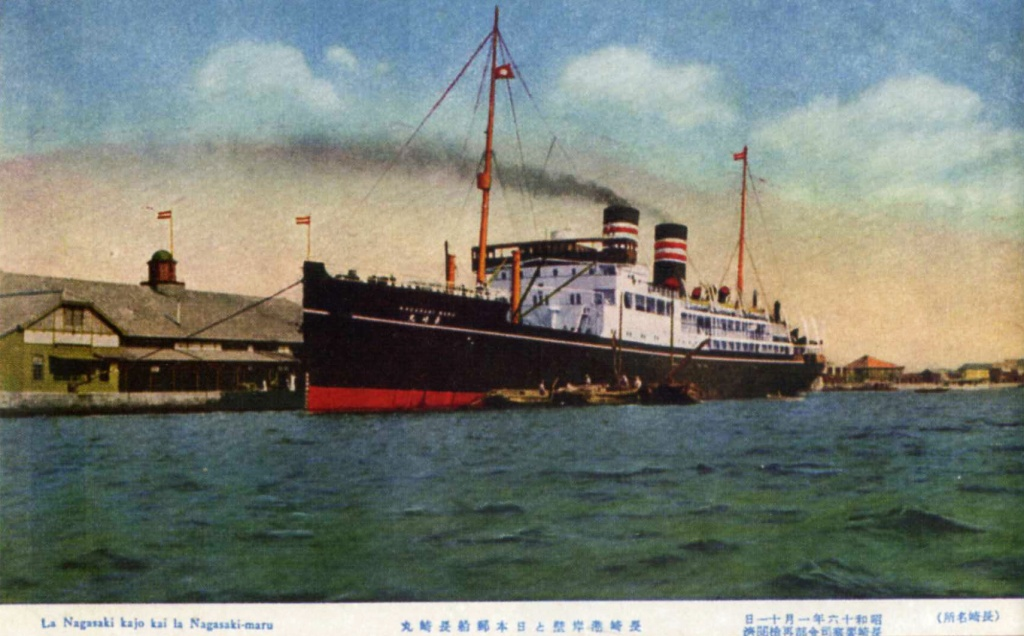
長崎港に停泊する日華連絡船長崎丸

日華連絡船（にっかれんらくせん）は、かつて日本郵船（のちに東亜海運へ移管）により神戸、長崎と中国・上海との間で運行されていた国際定期旅客航路である。「日支連絡船」、「上海航路」とも呼ばれ、戦前における日本と上海を結ぶ重要な航路のひとつであった。

## 航路概要
1923年（大正13年）から1943年（昭和18年）まで、長崎港と上海（日本郵船匯山碼頭）を結んでいた。運行開始翌年から1938年までは利用者増加を図る目的で、日本側の起点を長崎港より神戸港へと移し、神戸－長崎－上海を一行程として運行された。運賃は長崎（又は神戸）－上海、長崎－神戸で個別に設定されており、国内区間のみの乗船も可能であった。
所要時間は長崎－神戸間22時間、長崎－上海間26時間で、開設当初は週2回、翌年より4日に1回の運行であった。
- 航路開設時の行程[2]。
  - 往航：長崎（水曜、日曜・午前9時発）→上海（木曜、月曜・午後0時到着）
  - 復航：上海（金曜、火曜・午前8時半発）→長崎（土曜、水曜・午前11時半着）
- 神戸寄航後、1927年（昭和2年）当時の行程[2]。
  - 往航：神戸（1日目・午前11時発）→長崎（2日目・午前9時着、午後1時発）→上海（3日目・午後4時着）
  - 復航：上海（1日目・午前9時発）→長崎（2日目・午前12時着、午後3時発）→神戸（3日目・午後3時着）

## 歴史

### 航路開設の背景
長崎港は1571年（元亀2年）、ポルトガル貿易港として開港以後、安政の開国まで外国貿易の玄関口として重要な役割を担っていた。
開国後も1867年（慶応3年）開設のパシフィック・メール・ライン（太平洋郵船）の横浜～上海航路や、1875年（明治3年）に日本企業初の国際定期航路である三菱会社の横浜～上海航路の寄港地となった。
1884年（明治17年）には大阪商船が千馬町に、日本郵船が梅香崎町とそれぞれ長崎市内に支店を構えたほか、三井物産や喜久屋商会、ホーム・リンガー商会等が長崎発着の内外航路を運行していた。大正初期には日本郵船の横浜～上海、横浜～天津、横浜～豪州、香港～シアトル航路。大阪商船の北米、南米、欧州航路。東洋汽船の横浜～香港航路などの国際定期航路の寄港地となっていた。
しかし、明治後期以後横浜港、神戸港、門司港の追い上げや、特別輸出港に指定された口之津港、三角港、博多港の台頭で貿易不振に陥いり、その影響は港を抱える長崎の町にも及んでいた。また、前述の国際定期航路の寄港も単なる寄港地としての扱いで、長崎経済への恩恵は微々たるものであった。
この状況を重く見た長崎の商人からは、長崎港を起点とする外国航路を求める声が上がり、長崎商業会議所は1910年（明治43年）、後藤新平逓信大臣に対し「長崎ー上海を隔日一回、3,000トンクラスの旅客船2隻を運行。東京からの連絡手段として東京ー長崎に直通急行列車を運行させて、東京ー大阪ー長崎ー上海の所要時間を短縮する」といった内容の決議書を提出した。当時上海は中国最大の産業都市であり、仮に航路開設が実現すれば日本と上海を結ぶ幹線として、長崎はその中継地点として大いに発展するとの目論見があったとされる。
国への請願から8年後の1918年（大正7年）10月。長崎商業会議所は長崎県知事及び長崎市長に対し「長崎港を商港として発展させるべきで、日中親善や長崎の商業の発展のためにもその為にも上海航路の開設が急務である」といった内容の建議を提出し、改めて長崎と上海を結ぶ航路開設を請願した。
1920年（大正9年）1月には長崎市の高崎行一市長や市議会長、その他新聞社の幹部が「日支連絡船視察団」として中国を訪問し、上海や蘇州、南京、杭州など各地で航路開設に向けた協議を行った。その甲斐もあり、1920年（大正9年）3月、日本郵船は長崎～上海の定期航路開設を発表した。

### 航路開設と盛大な歓迎

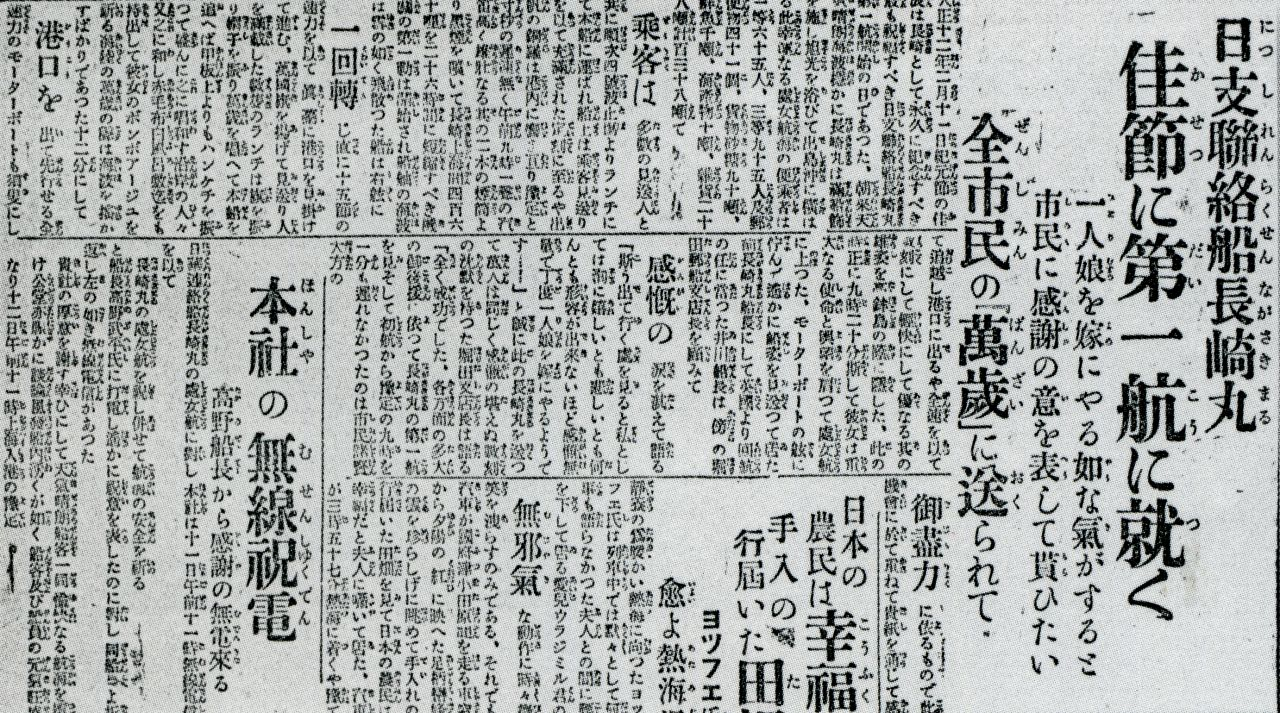
第一便出港の様子を報じる新聞記事
（長崎新聞　1923年2月12日）

1923年（大正12年）の紀元節である2月11日午前9時、市民の盛大な歓迎を受け第一便が出港した。第一便の長崎丸には一等65人、三等95人の乗客が乗り込んだほか、41個の郵便物、砂糖90トン、鮮魚1.000トン、海産物10トン、雑貨28トンの貨物が積み込まれた。航路開設に伴い投入された長崎丸と上海丸は、英国のウィリアム・デニー社造船所にて建造された姉妹船で、最高速力は約21ノットと当時としては快速の貨客船であった。
就航を待ちわびていた長崎市民の関心は高く、5月5日には出島岸壁の隣接地にて開通祝賀会が催され海軍F5飛行艇による祝賀飛行などが催された。その他にも市内各所で航路開設を記念した美術展、物産展の開催や商店街での大売り出し。旗行列、提灯行列、花電車の運行、ペーロン大会が行われ、祝賀ムード一色となった。
当時、長崎～東京間の所要時間が36時間、運賃も船賃と鉄道運賃を合わせて12円だったのに対し、本航路は所要時間26時間、運賃18円（3等）であった。
なお、同年の9月1日に発生した関東大震災では、長崎丸・上海丸共に被災地への物資輸送及び避難民の移送（東京→神戸）へと徴発され、本航路も9月5日から11月18日まで休止となっている。

### 神戸寄港と「長崎県上海市」

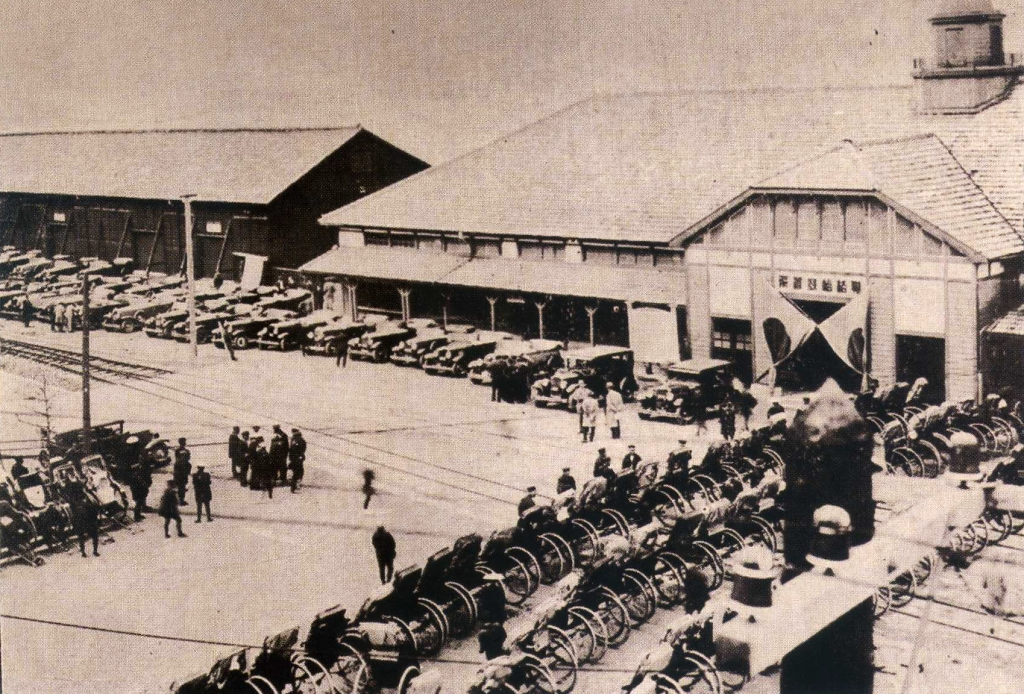
長崎港駅（1930年ごろ）

華々しく運行を開始したものの乗客数は伸び悩み、国庫から年間45万円もの補填を受けたにもかかわらず45万円の欠損を計上した。
日本郵船は長崎港での帯港時間短縮や運行回数等の見直し等の合理化に着手し、1924年（大正14年）5月からは航路の起点を神戸港とし、神戸～長崎間の都市間輸送による乗客数の増加を狙った。神戸～長崎間の運賃は10円（3等）で、「汽車よりも安くて快適」と乗客の評価は高く、利用者は順調に伸び始めた。
1927年（昭和2年）には出島岸壁の北側に元船岸壁が完成し、出島岸壁と合わせて8.000トン級の船舶2隻、もしくは5.000トン級船舶の同時着岸が可能となった。1930年（昭和5年）には長崎駅から出島岸壁へいたる鉄道線路（通称：臨港線）が開通し、出島岸壁の隣接地に長崎港駅が開設された。長崎港駅へは、連絡線入港時にのみ門司行き急行列車（当時関門トンネルは未開通）が接続する形が取られ、大阪、東京方面へと向かう乗客の利便性が向上した。
1934年（昭和9年）に日本初の国立公園に指定された雲仙は、本航路の存在により「上海から近く温泉の出る避暑地」として注目を集めた。
当時の長崎市民にとって旅券が不要な上海は「長崎県上海市」、「下駄履きでいける外国」と言われるほど身近な存在となっていた。当時の新聞記事（大阪毎日新聞　1933年1月10日付）では、日本人居留民の出身地について「九州人中、一番多いのはなんといつても海一つの長崎県人で約一万五千名、次が佐賀県人、福岡、熊本、鹿児島、大分の各県の順となつてゐる。（後略）」と紹介されている。1930年時点での上海在住日本人の総数は24,207人であり、居留民の半数以上が長崎県出身であった。

### 日中戦争開戦と神戸寄港をめぐる動き
1937年（昭和12年）、日中戦争が始まると、日本と上海を往来する日本人が大幅に増加した。日華連絡船も上海から日本に引き上げる避難民（11,892人）の輸送で、同年度の上海～長崎の乗客数は前年度から約1万人増加するなど輸送状況が逼迫した。このため、開戦翌年の1938年（昭和13年）には航路の起点が長崎港に変更され、長崎～神戸の運行は取りやめとなった。日本郵船としては日中間の輸送状況が一段落した頃に神戸寄港を再開する予定であり、同年の5月にその旨を発表した。この動きに対し、長崎商工会議所の関係機関「大長崎振興会」は「神戸寄港再開によって寄港地である長崎と九州各県企業の大陸進出における既得権益が失われる」という名目で猛反発した。同会は県や佐世保市、商工会議所と結託し、九州各県へ神戸寄港再開見直しへと同意するよう求めた。6月初めには逓信省や日本郵船、更には上海居留団や陸軍運輸部に対しても寄港再開見直しへ同意するよう圧力をかけ、日本郵船は最終的に神戸寄港再開を断念した。
国際航路の性格上、戦争激化とともに乗客へも厳しい目が向けられるようになっていた。船には「不逞分子発見」を目的に特高警察と警察外事課の隊員が乗り込み、航海中に査証確認が行われた。特高警察「上海航路警乗記」によると、乗客の中には上陸禁止措置を受けた者や密輸で摘発を受けた者、中には国際的なスパイとして逮捕される者も存在した。この頃になると、切符購入の際に警察発行の顔写真付き身分証明書と、伝染病予防の証明書が必要となっており、以前のような「気軽に上海へ」という空気は失われていた。

### 東亜開運への移管と戦乱による終焉
1939年（昭和14年）には戦時体制の一環で設立された東亜海運へ航路ごと移管され、長崎丸・上海丸も現物出資として同社へ移籍となった。
1940年（昭和15年）10月、航路強化を目的に神戸丸が就航し、翌1941年（昭和16年）12月には太平洋戦争が開戦するも旅客数は長崎→上海が55,211人、上海→長崎が53,098人を記録した。
戦時下においても、日本と上海を結ぶ重要な航路として年間10万人以上の利用を数えたが、1942年（昭和17年）に長崎丸と神戸丸が、その翌年には上海丸が失われ、運航船舶すべてを失った日華連絡船は誕生から僅か20年余りで事実上の終焉を迎えた。

### 沿革
- 1910年（明治43年）：長崎商業会議所が、後藤新平逓信大臣に長崎と上海を結ぶ航路開設を請願する。
- 1918年（大正7年）10月：長崎商業会議所が、改めて長崎と上海を結ぶ航路開設を請願する。
- 1920年（大正9年）
  - 1月：長崎市長らによる「日支連絡船視察団」が中国各地を訪れ、航路開設に向け協議を行う。
  - 3月：日本郵船が長崎ー上海航路の開設を発表する。
  - 11月：第3期長崎港港湾改修事業により出島岸築造工事が着工される。
- 1921年（大正10年）：政府より長崎～上海航路開設が認められる。
- 1922年（大正11年）10月23日：長崎丸が竣工する。
- 1923年（大正12年）
  - 1月15日：長崎丸の姉妹船、上海丸が竣工する。
  - 2月11日：長崎～上海航路が運行を開始する（長崎丸の一隻体制）。
  - 3月25日：上海丸が就航する。
  - 9月1日：関東大震災における被災地への物資輸送及び避難者輸送のため休止となる（11月18日まで）。
- 1924年（大正13年）
  - 5月2日：利用者増加を図るため、日本側の起点を長崎港から神戸港へ変更。四日に一度の運行となる。
  - 9月：出島岸壁が竣工する。
- 1927年（昭和2年）11月：元船町岸壁築造工事が竣工する。
- 1930年（昭和5年）3月19日：長崎駅から出島岸壁へ至る鉄道路線（通称：臨港線）が開通。出島岸壁に長崎港（みなと）駅が開業する。
- 1938年（昭和13年）：航路の起点を再び長崎港に変更。長崎～神戸は休止となる。
- 1939年（昭和14年）8月：東亜海運設立に伴い航路を同社に移管。長崎丸、上海丸は現物出資として同社へ移籍となる。
- 1940年（昭和15年）10月19日：神戸丸が竣工する。
- 1941年（昭和16年）10月：神戸丸が就航する。
- 1942年（昭和17年）
  - 5月17日：長崎丸が伊王島北方にて接雷し沈没する。
  - 11月11日：神戸丸が揚子江口東方にて日本郵船の貨物船天山丸と衝突。両船とも沈没する。
- 1943年（昭和18年）10月30日：上海丸が揚子江口にて輸送船崎戸丸と衝突・沈没。日華連絡船が事実上の終焉を迎える。

※『長崎市制六十五年史』、『中国文化と長崎県』、『上海航路の時代』、『トピックスで読む長崎の歴史』、『異国往来 長崎情趣集』、『旅する長崎学17』、『長崎文化第69号』、『長崎文化第71号』、『新長崎市史　四巻現代編』より作成。

### 乗船客数の推移
- 1931年（昭和6年）から1943年（昭和18年）までの各区間における乗船客を下表に記す。

| 単位：人           | 長崎より上海 | 上海より長崎 | 神戸より上海 | 上海より神戸 | 長崎より神戸 | 神戸より長崎 |
| ------------------ | ------------ | ------------ | ------------ | ------------ | ------------ | ------------ |
| 1931年（昭和6年）  | 8,961        | 9,815        | 13,278       | 10,406       | 4,750        | 748          |
| 1932年（昭和7年）  | 16,654       | 19,983       | 10,482       | 8,500        | 4,799        | 496          |
| 1933年（昭和8年）  | 11,003       | 12,123       | 8,896        | 8,050        | 7,852        | 7,109        |
| 1934年（昭和9年）  | 10,868       | 12,661       | 9,140        | 8,465        | 7,537        | 6,715        |
| 1935年（昭和10年） | 12,898       | 14,813       | 9,511        | 10,007       | 7,235        | 5,656        |
| 1936年（昭和11年） | 11,925       | 14,043       | 8,512        | 7,380        | 6,037        | 5,880        |
| 1937年（昭和12年） | 15,361       | 24,057       | 8,404        | 6,665        | 5,103        | 4,754        |
| 1938年（昭和13年） | 56,345       | 35,000       | 886          | 362          | 150          | 185          |
| 1939年（昭和14年） | 54,797       | 45,989       | －           | －           | －           | －           |
| 1940年（昭和15年） | 56,734       | 50,734       | －           | －           | －           | －           |
| 1941年（昭和16年） | 55,211       | 53,098       | －           | －           | －           | －           |
| 1942年（昭和17年） | 54,725       | 58,410       | －           | －           | －           | －           |
| 1943年（昭和18年） | 28,834       | 29,892       | －           | －           | －           | －           |

※『長崎市制六十五年史』P103より作成。

## 就航した船舶
航路開設に伴い建造された長崎丸、上海丸と、末期に航路強化を目的として建造された神戸丸の3隻が就航している。なお、長崎丸・上海丸は日本郵船の船舶として竣工したのに対し、神戸丸は東亜海運移管後の建造であったため、同社の船舶として竣工している。
|          | 長崎丸                         | 上海丸                         | 神戸丸                         |
| -------- | ------------------------------ | ------------------------------ | ------------------------------ |
| 竣工     | 1922年10月23日                 | 1923年1月15日                  | 1940年10月19日                 |
| 就航     | 1923年2月11日                  | 1923年3月25日                  | 1941年10月                     |
| 終航     | 1942年5月17日                  | 1943年10月30日                 | 1942年11月11日                 |
| 建造     | 英国 W.デニー造船所            | 英国 W.デニー造船所            | 三菱長崎造船所                 |
| 総トン数 | 5,268 t                        | 5,259 t                        | 7,938 t                        |
| 垂線間長 | 120.4 m                        | 120.4 m                        | 130 m                          |
| 全幅     | 16.5 m                         | 16.5 m                         | 18 m                           |
| 深さ     | 9.8 m                          | 9.8 m                          | 9.75 m                         |
| 吃水     | 6.3 m                          | 6.3 m                          | 6.05 m                         |
| 機関     | 蒸気タービン×2基 （11,377 PS） | 蒸気タービン×2基 （11,377 PS） | 蒸気タービン×2基 （13,800 PS） |
| 最高速力 | 20.9 kt                        | 20.2 kt                        | 21.57 kt                       |
| 航海速力 | 17.1 kt                        | 17.2 kt                        |                                |

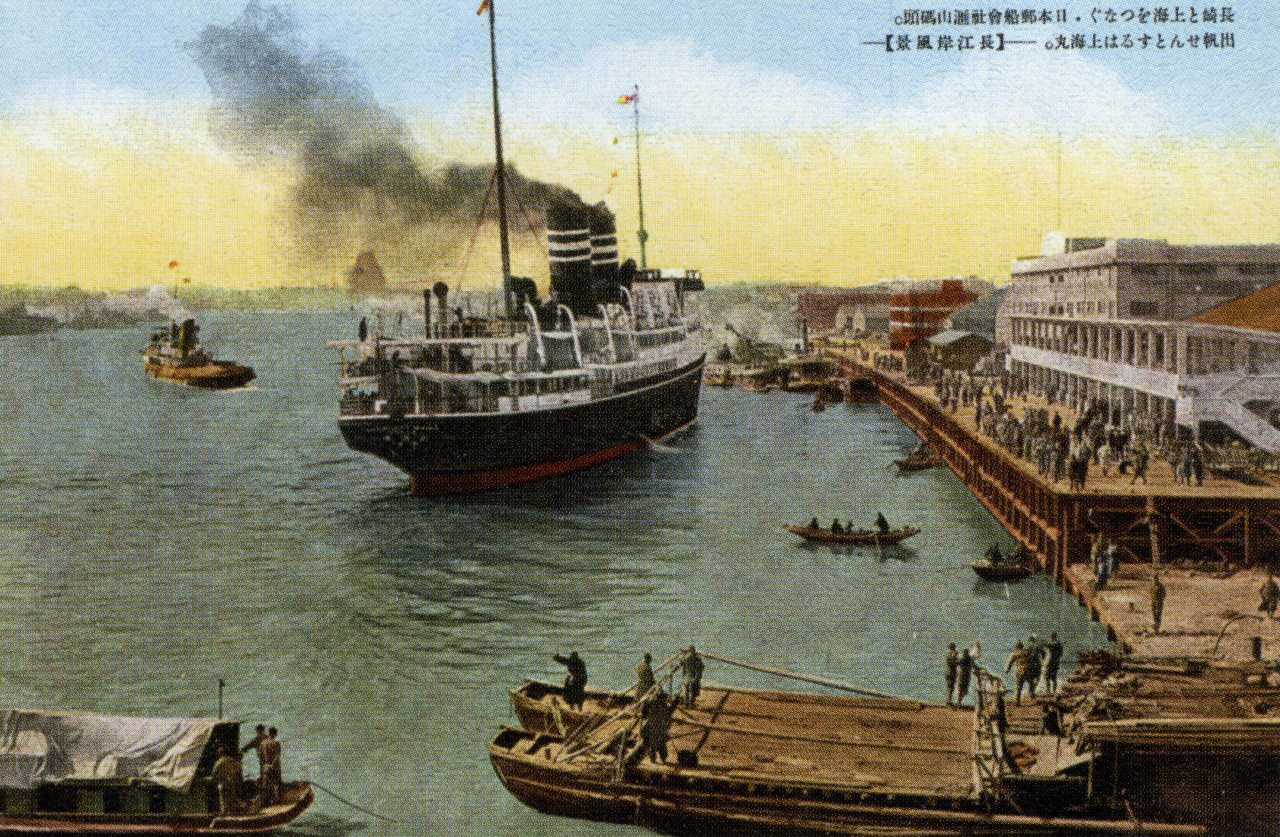
上海匯山碼頭を離岸する上海丸
（手彩色絵葉書）

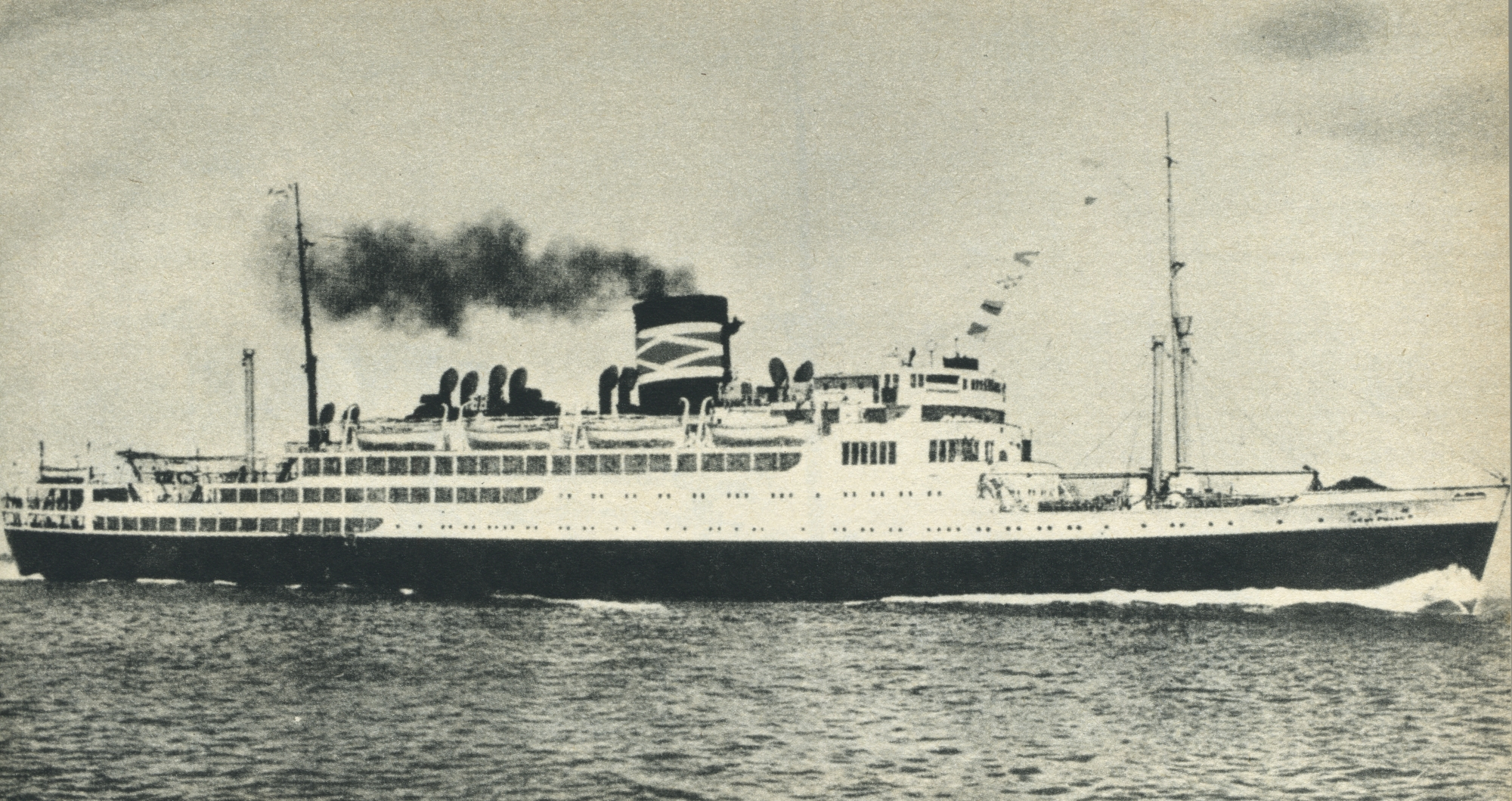
神戸丸

※『長崎文化第69号』および『上海航路の時代』より作成。

## その他
2021年現在、中日国際輪渡有限公司による新鑑真が神戸と上海を結ぶ航路に就航しているが、長崎と上海を結ぶ定期旅客航路は、1994年（平成6年）と2012年（平成24年）に復活したものの、利用の伸び悩みによりいずれも短期間で運行を終えている。